# Адамс, Фрэнсис
Фрэнсис Уильям Лаудердейл Адамс (англ. Francis William Lauderdale Adams; 27 сентября 1862 года — 4 сентября 1893 года) — англо-австралийский писатель, поэт и журналист.

## Биография
Фрэнсис Адамс родился в семье армейского хирурга, Андрю Лита Адамса (англ. Andrew Leith Adams), ставшего учёным и членом Королевского общества. Фрэнсис окончил школу Шросберри (англ. Shrewsbury School), а затем учился в Париже. После окончания обучения он поступил учителем в школу на Острове Уайт, где преподавал в течение двух лет.

### Личная жизнь
В 1882 году он женился на Хелен Аттли (англ. Helen Uttley) и вместе с ней эмигрировал в Австралию.

### Творчество
В Австралии Адамс всецело посвятил себя литературе.
В 1884 году Фрэнсис Адамс опубликовал первый сборник стихов «Henry and Other Poems». В 1885 году вышла его автобиографическая книга «Leicester». Пока Адамс жил в Сиднее, он сотрудничал с несколькими австралийскими изданиями, в частности с еженедельником «The Bulletin».
В 1886 году Адамс перебрался в Брисбен. Там был опубликован поэтический сборник «Poetical Works». В этом же году умерла жена Адамса, и он остался жить в Брисбене до начала 1887 года. В 1887 году в Сиднее был опубликован роман Адамса «Madeline Brown’s Murderer».
В течение последующих лет вышло несколько романов Фрэнсиса Адамса, в частности «Songs of the Army of the Night» (1888), ставший популярным в Сиднее и трижды переизданный в Лондоне. Адамс снова женился и до конца 1889 года жил в Брисбене, являясь одним из основных корреспондентов газеты Brisbane Courier.
В 1889 году он вернулся в Англию, где были опубликованы ещё два его романа «John Webb’s End, a Story of Bush Life» (1891) и «The Melbournians» (1892).
В этот период значительно ухудшается здоровье Фрэнсиса Адамса, он страдает от неизлечимого заболевания лёгких. С декабря 1892 года по февраль 1893 года Адамс проводит в Александрии, где старается закончить книгу о Британской оккупации Египта. Лето 1893 года Адамс проводит в Маргейте (Великобритания). Он страдал от депрессии, вызванной безнадёжностью своего заболевания.

### Гибель
В сентябре 1893 года Адамс покончил с собой. Он пригласил свою вторую жену Эдит (урождённую Голдстоун) в свой кабинет, достал пистолет и застрелился, поместив дуло пистолета себе в рот. Впоследствии его вдова, которая присутствовала при самоубийстве и фактически помогла его совершить, призналась, что имела возможность предотвратить его, но не сделала этого сознательно. Обвинение ей предъявлено не было.